# Oleg Boljakin
Oleg Wladimirowitsch Boljakin (russisch Олег Владимирович Болякин; * 23. September 1965 in Qaraghandy, Kasachische SSR) ist ein ehemaliger kasachischer Eishockeyspieler und derzeitiger -trainer des kasachischen Teams Torpedo Ust-Kamenogorsk.

## Spielerkarriere
Oleg Boljakin begann seine Karriere in der zweiten sowjetischen Liga bei Awtomobilist Karaganda. Die Saison 1998/99 verbrachte er bei Amur Chabarowsk. 1999 wechselte der Verteidiger in die zweite russische Liga zu Juschny Ural Orsk, wo er 2003 seine aktive Laufbahn beendete.
Für Kasachstan bestritt Boljakin drei Spiele bei den Asienmeisterschaften 1995 und verbuchte dabei einen Assist.

## Trainerkarriere
In der Saison 2007/08 übernahm Boljakin den Trainerposten beim kasachischen Team HK Irtysch Pawlodar. Für die Spielzeit 2009/10 wurde er vom HK Sary-Arka Karaganda verpflichtet und führte die Mannschaft zum Gewinn der kasachischen Meisterschaft. Seit Oktober 2010 trainiert er das kasachische Team Torpedo Ust-Kamenogorsk aus der Wysschaja Hockey-Liga.

## Privates
Sein Sohn Jewgeni Boljakin ist ebenfalls ein Eishockeyspieler.